# Al-Isra
Al-Isra "A Viagem Noturna" (Em árabe: سورة الإسراء) também chamada de Bani Isra'il (isto é, "Crianças de Israel") é a décima sétima sura do Alcorão, com 111 ayats.
Esta sura recebo o nome do seu primeiro versículo, que conta a história de Isra e Miraj, o transporte de Maomé durante a noite para o que é referido como "a mais distante Mesquita". A localização exata não é especificada, embora no hadith islâmico esta é comumente referida como sendo Al-Aqsa (Esplanada das Mesquitas), em Jerusalém, embora alguns estudiosos tenham divergências sobre isto. Embora a cidade de Jerusalém (ou Al Quds) não seja mencionada pelo nome em qualquer parte do Alcorão, ela é identificado em vários hadiths.
Esta sura foi revelada no último ano antes da Hégira. Tal como todas as suras Makkan, ela salienta a unicidade de Deus e a autoridade dos profetas. No entanto, o principal tema da Sura são as salats (orações diárias), cujo número é dito ter sido fixado em cinco durante o Miraj. Além disso, a sura proíbe o adultério, apela para o respeito aos pais, e exorta à paciência e controle em face das perseguições as quais a comunidade muçulmana enfrentava na época.
Na ayat 71 há uma referência ao Qiyamah, (Juízo Final).